# ダイモス (衛星)
ダイモス またはデイモス (Mars II Deimos) は、火星の第2衛星。火星のもう1つの衛星フォボスより小さく、外側を公転する。
1877年8月12日にアサフ・ホールによって発見された。ギリシア神話の神デイモスにちなんで命名された。

## 特徴
ダイモスは、フォボスと共に火星の重力に捕獲された小惑星だと考えられている。実際、ダイモスの可視-近赤外反射スペクトルはD型小惑星に似ている。また、密度が非常に小さいことから、氷や空隙も含んでいると考えられている。ただし捕獲説ではダイモスおよびフォボスの軌道の特徴を説明することが難しいとされ、火星への天体衝突によって2つの衛星が形成されたという説も存在する。

## 地形

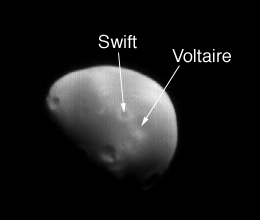
ダイモスの命名された2つのクレーター

ダイモスに2つ存在するクレーターは、それぞれジョナサン・スウィフトとヴォルテールにちなんで「スウィフト」「ヴォルテール」と名付けられている。2人とも、火星の衛星が実際に発見される前に「火星の2つの月」について著作で言及している。なお、火星に2個の衛星がある事を最初に予想したのはヨハネス・ケプラーであり、両者ともケプラーの予想を引用したと考えられる。

## 地形一覧

### クレーター
ダイモスのクレーターの名は、実際に発見される前に衛星があることを予想した作家に由来する。
| 地名                    | 由来                   |
| ----------------------- | ---------------------- |
| スウィフト (Swift)      | ジョナサン・スウィフト |
| ヴォルテール (Voltaire) | ヴォルテール           |